# Télekleia
Télekleia (starořecky Τηλέκλεια–Télekleia) je v řecké mytologii dcera trojského krále Ila.
Télekleia se provdala za tráckého krále Kissea a porodila mu dceru Theano, která se stala manželkou Antenor, rádce trojského krále Priama. Podle této verze legendy byla Télekleia i matka Hekabé, manželky Priama.